# Kanton Corbeil-Essonnes
Der Kanton Corbeil-Essonnes ist seit 1801 ein französischer Wahlkreis im Arrondissement Évry, im Département Essonne und in der Region Île-de-France; sein Hauptort ist Corbeil-Essonnes.

## Gemeinden
Der Kanton besteht aus vier Gemeinden mit insgesamt 67.381 Einwohnern (Stand: 1. Januar 2022) auf einer Gesamtfläche von 32,78 km²:
| Gemeinde                | Einwohner 1. Januar 2022 | Fläche km² | Dichte Einw./km² | Code INSEE | Postleitzahl |
| ----------------------- | ------------------------ | ---------- | ---------------- | ---------- | ------------ |
| Corbeil-Essonnes        | 53.712                   | 11,01      | 4.878            | 91174      | 91100        |
| Écharcon                | 720                      | 6,81       | 106              | 91204      | 91540        |
| Lisses                  | 7.295                    | 10,40      | 701              | 91340      | 91090        |
| Villabé                 | 5.654                    | 4,56       | 1.240            | 91659      | 91100        |
| Kanton Corbeil-Essonnes | 67.381                   | 32,78      | 2.056            | 9104       | –            |